# Fragile / Jirenma
Pour les articles homonymes, voir Fragile.
Singles de Every Little Thing
Ai no Kakera
(2000) Graceful World
(2001)
Fragile / Jirenma (titré : fragile / JIRENMA) est le 17e single d'Every Little Thing.

## Détails
Le single sort le 1er janvier 2001 au Japon sur le label Avex Trax, deux mois et demi seulement après le précédent single du groupe, Ai no Kakera. C'est le deuxième disque du groupe en tant que duo, sans Mitsuru Igarashi. Il atteint la 1re place du classement des ventes hebdomadaire de l'Oricon, et reste classé 19 semaines. Il demeure le deuxième single le plus vendu du groupe, derrière Time Goes By.
C'est un single "double face A" contenant deux chansons principales et leurs versions instrumentales. La première chanson Fragile est utilisée comme générique de l'émission télévisée Ainori. Elle figurera sur le quatrième album du groupe, 4 Force qui sortira trois mois plus tard, puis sur ses compilations Every Ballad Songs de 2001, Every Best Single 2 de 2003, et Every Best Single - Complete de 2009. Elle sera remixée sur ses albums de remix Super Eurobeat Presents Euro Every Little Thing de 2001, Cyber Trance Presents ELT Trance et The Remixes III: Mix Rice Plantation de 2002. Elle sera aussi reprise en version acoustique sur son album de reprises Acoustic : Latte de 2005.
La deuxième chanson Jirenma est utilisée comme générique de fin du film anime Initial D Third Stage. Elle figurera aussi sur l'album 4 Force mais dans une version remaniée ("Album Mix"). Elle ne figurera pas sur la compilation de singles Every Best Single 2, mais sera présente sur celle de 2009 Every Best Single - Complete. Une deuxième version de la chanson, remixée par Fantastic Plastic Machine, figure aussi sur le single, mais elle ne sera pas remixée ailleurs.

## Liste des pistes
Toutes les paroles sont écrites par Kaori Mochida.
| CD    | CD                                         | CD                                              | CD    | CD | CD | CD | CD | CD | CD |
| No    | Titre                                      | Musique / Arrangements                          | Durée |    |    |    |    |    |    |
| ----- | ------------------------------------------ | ----------------------------------------------- | ----- | -- | -- | -- | -- | -- | -- |
| 1.    | Fragile (fragile)                          | Kazuhito Kikuchi / Genya Kuwajima, Itō, Kikuchi | 4:52  |    |    |    |    |    |    |
| 2.    | Jirenma (JIRENMA)                          | Ichirō Itō / Genya Kuwajima, Ichirō Itō         | 4:28  |    |    |    |    |    |    |
| 3.    | Jirenma (FPM Young Soul Mix) (JIRENMA ...) | Remixé par Fantastic Plastic Machine            | 5:44  |    |    |    |    |    |    |
| 4.    | Fragile (Instrumental) (fragile ...)       |                                                 | 4:52  |    |    |    |    |    |    |
| 5.    | Jirenma (Instrumental) (JIRENMA ...)       |                                                 | 4:25  |    |    |    |    |    |    |
| 24:21 |                                            |                                                 |       |    |    |    |    |    |    |